# Треле
Треле (фр. Trélex) — громада  в Швейцарії в кантоні Во, округ Ньйон.

## Географія
Громада розташована на відстані близько 115 км на південний захід від Берна, 36 км на захід від Лозанни.
Треле має площу 5,8 км², з яких на 14,7% дозволяється будівництво (житлове та будівництво доріг), 51,3% використовуються в сільськогосподарських цілях, 33,8% зайнято лісами, 0,2% не є продуктивними (річки, льодовики або гори).

## Демографія
2019 року в громаді мешкало 1434 особи (+4,7% порівняно з 2010 роком), іноземців було 24,3%. Густота населення становила 249 осіб/км².
За віковим діапазоном населення розподілялося таким чином: 23,4% — особи молодші 20 років, 61,9% — особи у віці 20—64 років, 14,7% — особи у віці 65 років та старші. Було 518 помешкань (у середньому 2,8 особи в помешканні).
Із загальної кількості 201 працюючого 23 було зайнятих в первинному секторі, 43 — в обробній промисловості, 135 — в галузі послуг.